# یواس‌اس ادمیربل (ای‌ام-۱۳۶)
یواس‌اس ادمیربل (ای‌ام-۱۳۶) (به انگلیسی: USS Admirable (AM-136)) یک کشتی بود. این کشتی در سال ۱۹۴۲ ساخته شد.